# Plaça de Catalunya (la Seu d'Urgell)
|  | Aquest article tracta sobre la plaça de la ciutat de la Seu d'Urgell. Vegeu-ne altres significats a «Plaça de Catalunya». |

La Plaça de Catalunya és una plaça i rotonda de la Seu d'Urgell situada entre el Passeig Joan Brudieu, el carrer de Sant Ot i el carrer de Sant Ermengol.

## Commemoració de la Diada
L'11 de Setembre, se celebra l'acte institucional de la Diada a les 10.30 hores a la plaça Sant Josep de Calassanç amb lectura d'un manifest i recital de poemes. A les 11, hissada de la senyera, Cant dels Segadors i sardanes a Plaça Catalunya. Com es tradició a la Seu d'Urgell.
La commemoració institucional de la Diada Nacional a la capital alturgellenca arriba al seu punt àlgid a les onze del matí, a la plaça de Catalunya amb la hissada de la senyera i el Cant dels Segadors.

## Història

### Recuperació del fanal, l'any 2008
L'any 2008 es van dur a terme les obres de remodelació d'aquesta plaça. Així doncs, la plaça recuperava el fanal, en forma de replica del que hi havia hagut durant els anys 50 i 60. Aquest fanal se situa al centre de la rotonda de la plaça. Cal recordar que l'històric fanal va representar per a molts urgellencs i urgellenques un lloc de trobada emblemàtic. De fet, era tant important que durant molt de temps va haver-hi una revista local amb el nom de 'La Farola'. L'antic fanal va ésser retirat a finals dels anys 60.

### Fonda Bartoló

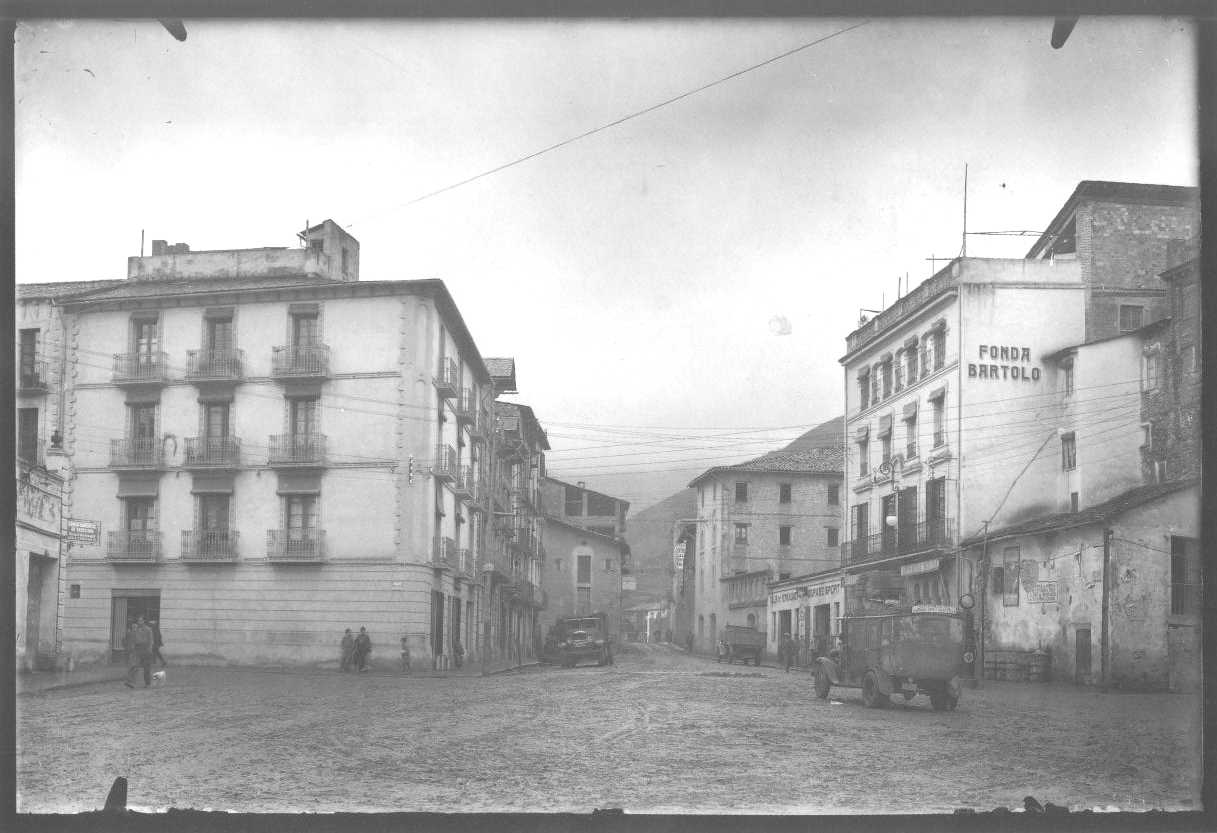
L'antiga Fonda Bartoló, a plaça Catalunya

La Fonda Bartoló era situada al carrer Sant Ot; 2, a tocar de l'actual la plaça Catalunya de la Seu d'Urgell, davant mateix de la casa de "cal Duró". Al voltant de 1925 es va construir el Gran Hotel Mundial al costat de la fonda. Aquest hotel incloïa els dos edificis, la fonda i el nou hotel, construït al costat.
Cal destacar que el famós fotògraf Guillem Plandolit va fer almenys tres fotografies de la Seu d'Urgell on hi surtia el primer edifici de la Fonda Bartoló.
El 23 d'agost de 1925 es va publicar a la Vanguardia una crònica d'uns viatgers que venint de Puigcerdà es van allotjar al nou Hotel del sr. Bartoló :
| « | "Seguimos siempre bordeando el Segre, atravesando pequeños poblados hasta llegar a la Seo de Urgell. Nos admirábamos del confort con que está instalado el hotel que ha redificado Bartoló; de la limpieza que en él reina; incluso del excelente servicio de mesa. No en balde nos habia sido recomendado por el Real Automóvil Club de Cataluña. Y la caravana reemprende su marcha hacia la república de Andorra, en donde todo el mundo nos contesta en idioma catalán." | » |

Als anys cinquanta l'Hotel Mundial era lloc freqüentat per la classe benestant del moment. Per exemple, el 4 d'octubre de 1957 el rector i futur vicari general, el sr. Gregori Creus i Setó va dinar a l'Hotel Mundial amb l'alcalde, amb el bisbe Ramon Iglesias i Navarri i amb Pere Viladàs, vicari general natural d'Agramunt. El primer edifici de la Fonda Bartoló fou enderrocat per construir-hi un bloc de pisos, però el segon edifici de l'Hotel Mundial va ser substituït per l'actual Hotel Andria.